# Emily Brodsky

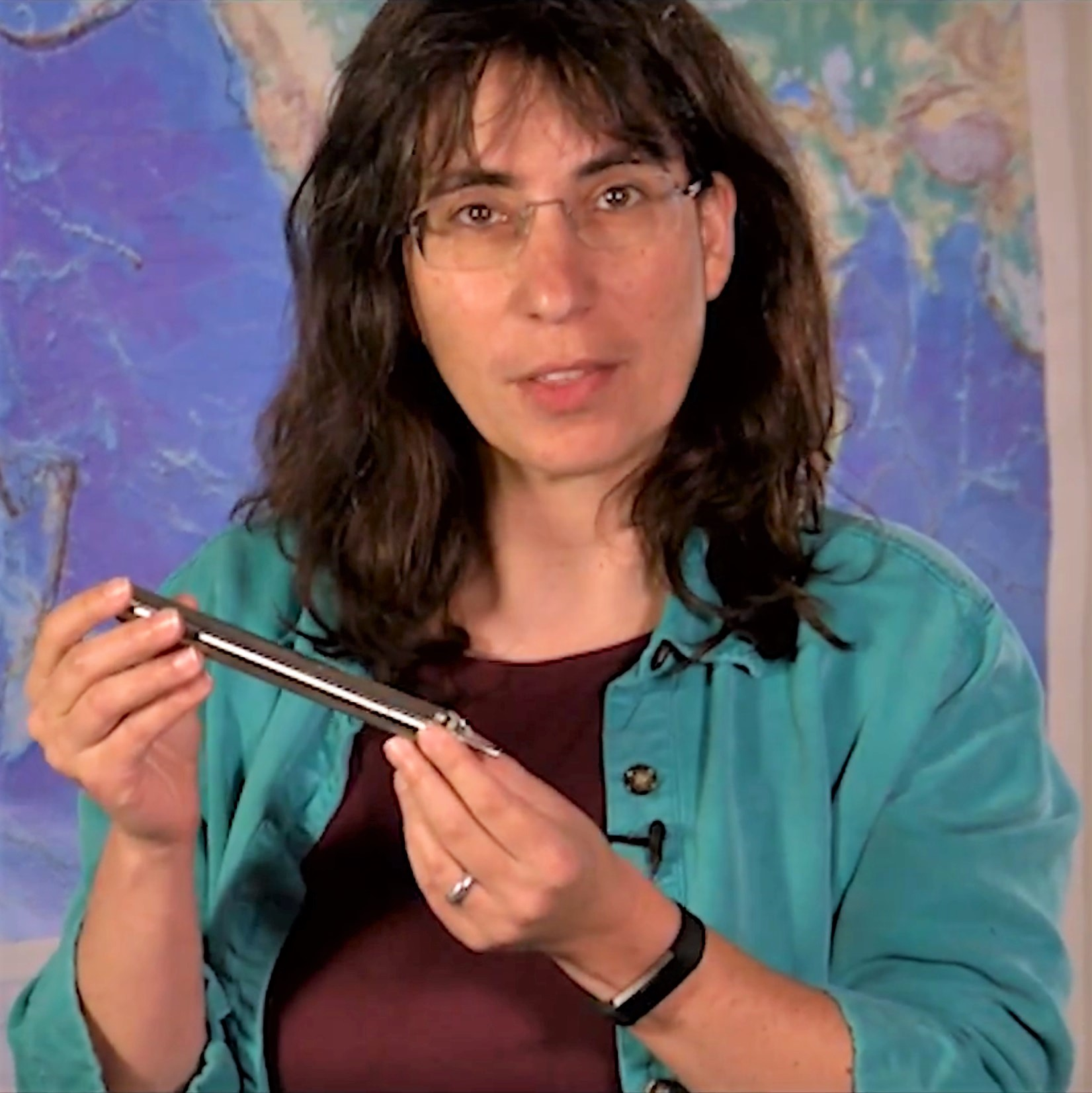
Emily Brodsky mit einem Unterwasser-Graben-Thermometer (2017)

Emily E. Brodsky ist eine US-amerikanische Seismologin und Professorin für Geowissenschaften an der University of California in Santa Cruz. Sie erforscht die Physik von Erdbeben, die Seismik von Vulkanen und Erdrutsche.

## Frühes Leben und Ausbildung
Emily Brodsky absolvierte von 1991 bis 1995 einen Bachelor-Studiengang an der Harvard University und schloss magna cum laude ab. Während dieser Zeit gründete sie das Harvard Undergraduate Television. Ihre Promotion schloss Brodsky 2001 am California Institute of Technology in Pasadena ab. Ihre Arbeit beschäftigte sich mit der Theorie der gerichteten Diffusion, dem Mechanismus, der beschreibt, wie Dehnungswellen flüchtige organische Verbindungen in Blasen pumpen. Die Theorie der gerichteten Diffusion erklärt, wie dynamische Dehnungen durch vulkanischen Tremor oder ein tektonisches Beben zu statischen Dehnungen im Inneren einer Magmakammer führen.

## Forschung und Karriere

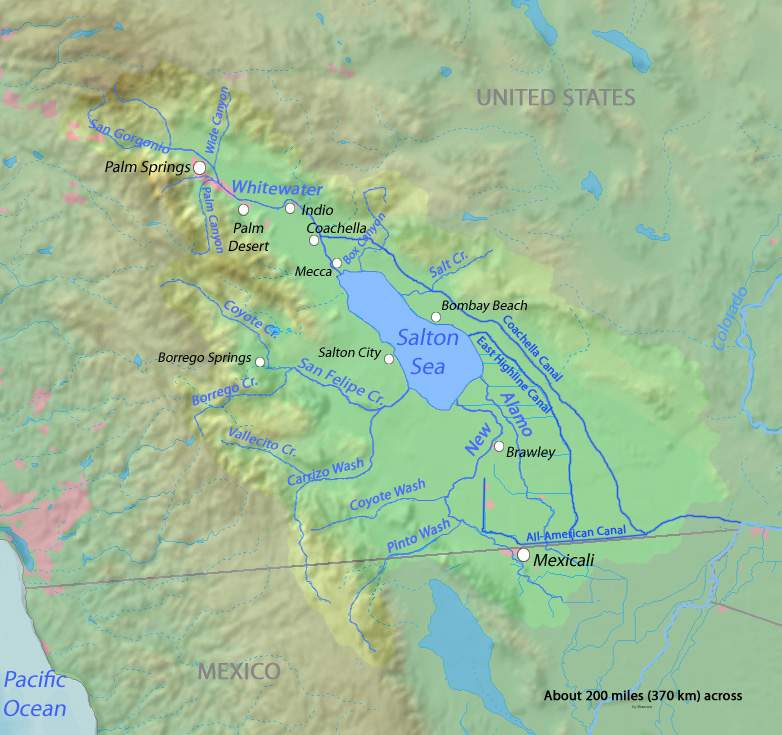
Karte des kalifornischen Saltonsees mit dem endorheischen Drainagesystem der Salton-Senke

Nach ihrer Promotion wechselte Brodsky an die University of California in Santa Cruz und wählte als Schwerpunkt die Physik von Erdbeben. Sie untersuchte, welche Faktoren Erdbeben auslösen, darunter auch hydrogeologische Gegebenheiten und die Struktur von Verwerfungszonen. Der Einfluss von Erdbeben auf nachfolgende Erdbeben (Triggerung) kann derzeit wissenschaftlich nur eingeschränkt beschrieben werden. Brodsky demonstrierte, dass seismische Wellen lokale seismische Wellen auslösen können. Sie fand heraus, dass von Erdbeben ausgehende dynamische Stresswellen weitere Erdbeben auslösen können. Sie untersuchte die Frage, ob statische Spannung die Auslösung von Erdbeben beeinflusst und kam zu dem Ergebnis, dass nachfolgende Erdstöße ähnliche Verteilungsmuster wie der Hauptstoß haben. Sie konnte zeigen, dass die Amplitude eine gute Grundlage für Vorhersagen von Erdbeben in allen Entfernungen ermöglicht. Bei ihren Untersuchungen im Bereich des Geothermie-Projekts am Saltonsee wies sie Wechselwirkungen zwischen menschlicher und seismischer Aktivität nach. Verwerfungsrutsche können Struktur und Oberfläche benachbarter Felsen bis hin zur Pulverisierung verändern.
Sie interessierte sich für die Permeabilität von geklüftetem Gestein und wies nach, dass seismische Wellen Klüfte aufschließen können. Sie beschäftigte sich mit der Permeabilität von brüchigen Felsen und zeigte, dass seismische Wellen Felsklüfte aufbrechen können. Brodsky stellte fest, dass der Druckaufbau während Erdbeben auch zu Veränderung im Grundwasser führt. Nach Erdbeben sondiert Brodsky die Verwerfungszone, um dort die Temperaturen aufzuzeichnen. Sie untersuchte das Tōhoku-Erdbeben von 2011 und stellte eine Serie von Temperatur-Pulsen fest, die durch eine  Erhöhung der Gesteins-Permeabilität verursacht wird. Unmittelbar nach einem Erdbeben kann die Struktur der Verwerfungszone verändert sein und eine höhere Durchlässigkeit aufweisen, sie regeneriert sich aber innerhalb weniger Monate wieder. Erdbeben werden ausgelöst, wenn tektonische Spannungen größer als die Reibung der Gesteinsmassen sind. Brodsky stellte Überlegungen an, worin diese Reibung überhaupt besteht. Im Fall des Tōhoku-Erdbebens von 2011 konnte Brodsky nachweisen, dass der Grad der Reibung niedriger war, als dies vorher vermutet worden war. Neben Erdbeben forschte sie auch über Vulkane, Geysire, Erdrutsche und Flüsse. Gelegentlich werden Vulkanausbrüche auch durch weit entfernte Erdbeben ausgelöst. Brodsky wies darauf hin, dass neben dem Wachstum von Blasen und dem Umkippen von Magmakammern auch das Aufbrechen von Gesteinen, die eine Magmakammer umgeben, ursächlich sein könnten.
Brodsky ist Mitglied der Direktorien des Southern California Earthquake Center und des Incorporated Research Institutions for Seismology  Consortium (IRIS).

## Ehrungen und Auszeichnungen
- 2005 Charles Richter Early Career Award der Seismological Society of America[20]
- 2008 James B. Macelwane Medal der American Geophysical Union[8]
- 2009 Auszeichnung als Earthscope Distinguished Lecturer durch die National Science Foundation[21]
- 2017 Auszeichnung als Ocean Discovery Distinguished Lecturer durch das International Ocean Discovery Program[22]
- 2021 Price Medal der Royal Astronomical Society[23]
- 2023 Mitglied der National Academy of Sciences